# 搜鈔犬
搜鈔犬（英語：Currency Detection Dogs，或稱緝錢犬、嗅錢犬）是指經過特別訓練、能嗅出超額鈔票的犬隻，主要在海關工作。牠們接受過氣味記憶訓練，能分辨不同國家地區的鈔票，並能透過鈔票的油墨濃度來辨別是否超額。首選犬種為拉布拉多犬以及史賓格犬。
2018年，香港海關搜查犬組首度從英國引進4隻搜鈔犬，在海關執勤。